# پی‌استان
پی استان، روستایی است از توابع بخش مرکزی شهرستان طبس استان خراسان جنوبی ایران.

## جمعیت
این روستا در دهستان پیرحاجات قرار داشته و بر اساس سرشماری سال ۱۳۸۵ جمعیت آن ۲۸۸ نفر در ۸۹ خانوار بوده‌است.